# John Cheever

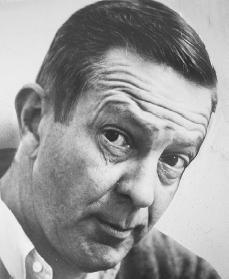
John Cheever

John Cheever (Quincy, 27 mei 1912 - Ossining, 18 juni 1982) was een Amerikaans auteur. Net als John Updike en Richard Yates wist Cheever de achterkant van de Amerikaanse droom te tonen in korte verhalen, die vanaf de jaren 50 in tijdschriften als The New Yorker verschenen. 
Het grootste deel van zijn verzamelde verhalen is gebundeld in The stories of John Cheever, waarvan een selectie in het Nederlands is verschenen als De Verhalen (2008). Deze vertaling van Else Hoog kwam eerder al uit in 1987.
Een vertaling van zijn dagboeken, The Journals of John Cheever is in Nederland uitgekomen onder de titel Verscheurde Stilte (1993), in een vertaling van Frank van Dixhoorn.
In 1979 ontving Cheever de Pulitzer Prize.